# Аптала (приток Быстрицы)

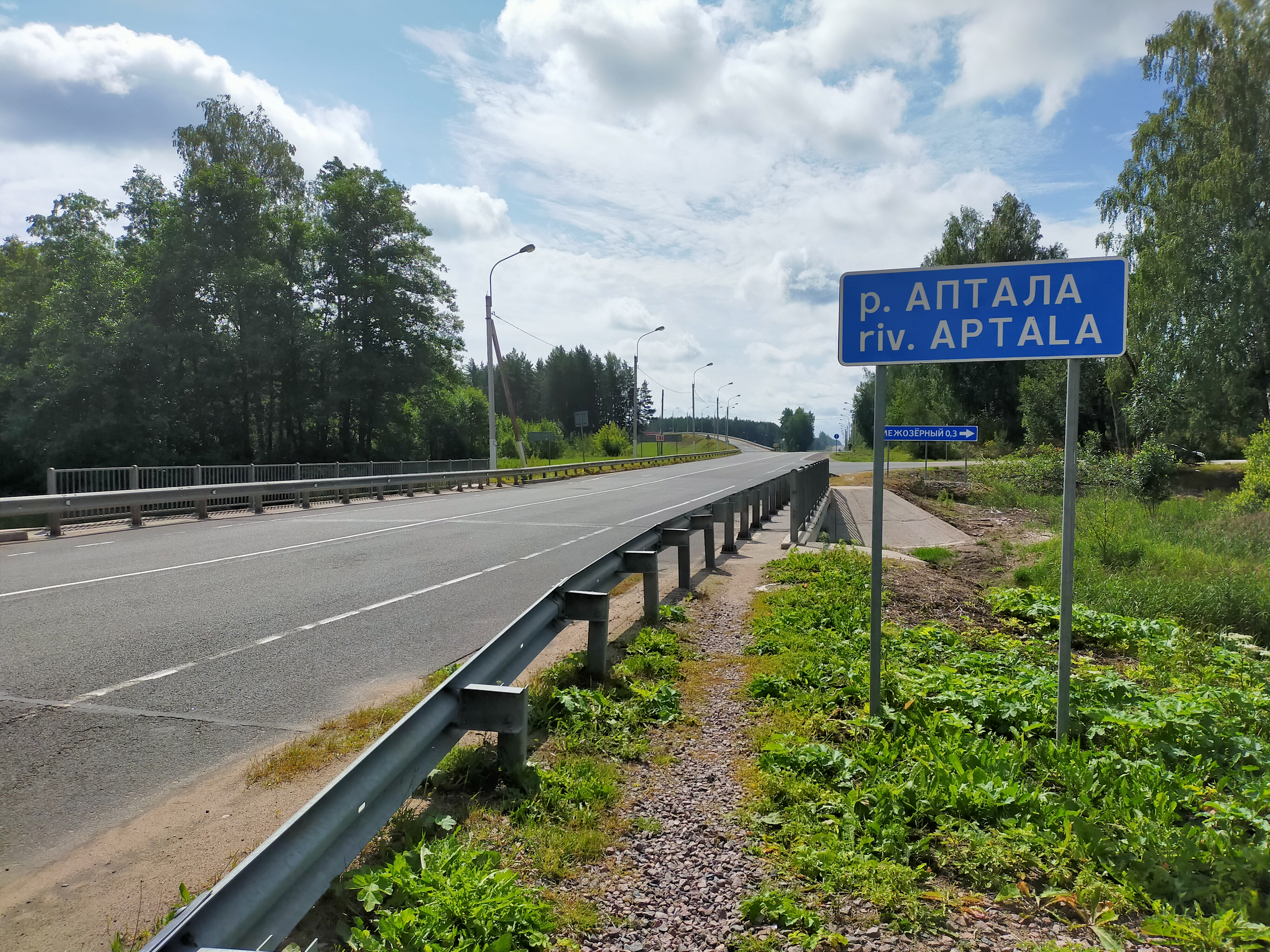
Дорожный указатель на автодороге 41К-144

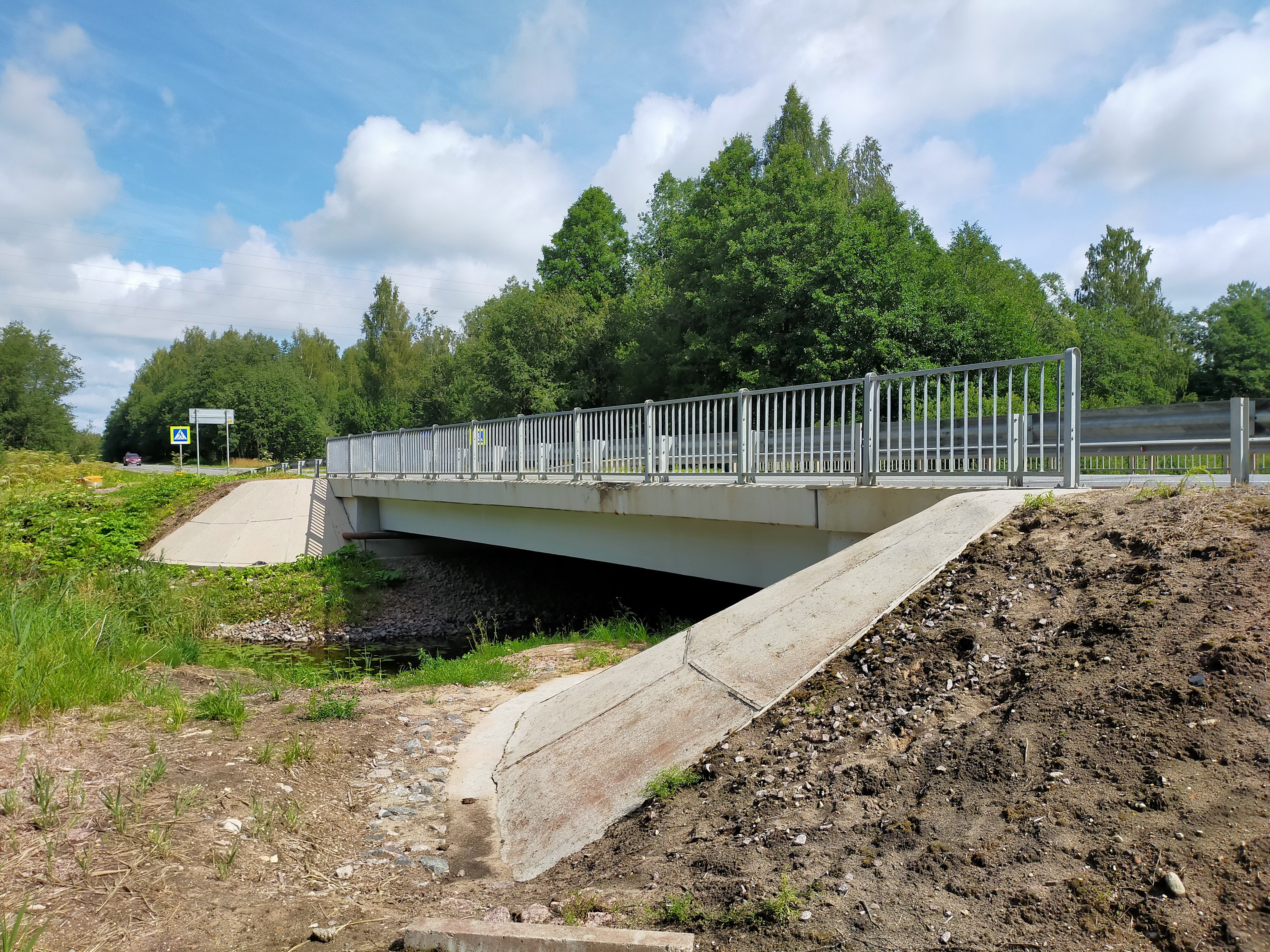
Мост через реку у посёлка Межозёрный

Аптала, или Оптала, — река в России, протекает по Лужскому району Ленинградской области.
Начинается из озера Раковическое. Близ истока пересекает федеральную автомобильную дорогу Р23 «Псков». Устье реки находится в 7 км от устья Быстрицы по левому берегу. Длина реки — 2 км, площадь водосборного бассейна — 69 км². Подпружена плотиной Лужской ГЭС-1 на реке Быстрице.

## Данные водного реестра
По данным государственного водного реестра России относится к Балтийскому бассейновому округу, водохозяйственный участок реки — Луга. Относится к речному бассейну реки Нарва (российская часть бассейна).
Код объекта в государственном водном реестре — 01030000512102000025736.